# Vereinbarung über Regeln und Verfahren zur Beilegung von Streitigkeiten
Die Vereinbarung über Regeln und Verfahren zur Beilegung von Streitigkeiten (Englisch Understanding on rules and procedures governing the settlement of disputes oder Dispute Settlement Understanding, kurz DSU) ist das völkerrechtliche Abkommen, welches den Ablauf der Vorgänge im Dispute Settlement Body der Welthandelsorganisation regelt.

## Geschichte
Das heutige Abkommen trat am 1. Januar 1995 zusammen mit dem Marrakesch-Abkommen in Kraft. Alle Mitglieder der WTO sind auch Mitglieder des DSU.
Bereits vor Erlass des DSU gab es Regeln für Konsultationen und des Prozesses für Rechtsstreitigkeiten vor einem GATT-Panel. Diese waren in vielen Aspekten ähnlich.
In der Ministerkonferenz 1988 in Montreal wurden die damaligen Streitbeilegungsregeln des GATT 1947 bereits reformiert. Während der Uruguay-Runde wurden die heutigen Regeln verhandelt. Ergänzt wurde bspw. der Appellate Body, aber auch konnten nun vor einem Panel alle unter der WTO zusammengefassten Abkommen, beziehungsweise Rechtsstreitigkeiten um diese Abkommen, verhandelt werden, anstatt wie bisher möglich nur Rechtsstreitigkeiten um das GATT.

### Reformbestrebungen
Die Minister einigten sich ebenfalls in Marrakesch, die Streitbeilegungsregeln und ihre Ausführung erneut zu überprüfen. Sie setzen sich dazu eine Frist von vier Jahren nach Inkrafttreten des Marrakesch-Abkommen. Diese Frist, die bis zur Ministerkonferenz 1999 in Seattle lief, wurde nicht eingehalten und Verhandlungen scheiterten. Nach Einschätzungen lag dies aber daran, dass die Mitgliedsstaaten mit den Regeln zufrieden waren. Während der Doha-Runde 2001 wurden weitere Verhandlungen begonnen, die bis 2003 dauern sollten. Da es keine Ergebnisse bis zu diesem Zeitpunkt gab, wurde die Frist zuerst bis 2003 verlängert und dann im Jahr 2004 auf unbestimmte Zeit.
Seit November 2016 führt eine Gruppe Verhandlungen zur Reform des DSU. Sie ist zurzeit geführt von Botschafter Kokou Yackoley Johnson aus Togo. Sie behandeln dabei in verschiedenen Sitzungen Themen, wie die Zusammensetzung der Panels, Transparenz und Rechte von dritten Parteien im Rechtsstreit.

## Bestimmungen
Da die Amtssprachen der Welthandelsorganisation Englisch, Spanisch und Französisch sind, ist es auch nur möglich, die Versionen in diesen Sprachen für die rechtliche Interpretation heranzuziehen.
Artikel 1 des DSU beschreibt die Anwendung. Es sind die Prozessregeln bei Rechtsstreitigkeiten über alle Abkommen, die in Anhang 1 genannt sind, das Marrakesch-Abkommen und über das Dispute Settlement Understanding selbst. In einigen Abkommen gibt es spezielle Regeln, welche dann in ihrem Anwendungsbereich vorgehen. Diese sind in Anhang 2 genannt.

### Beweisregel
Wann immer eine Partei aufzeigen kann, dass eine Verletzung („infringement“) von Verpflichtungen existiert, wird angenommen, dass dies auch eine Zunichtemachung oder Schmälerung („nullification or impairment“) von Vorteilen, die die Partei durch das entsprechende Abkommen hätte, darstellt. In diesem Falle (der Beweiserbringung prima facie) ist es an der Gegenseite, das Gegenteil zu beweisen (Beweislastumkehr).

### Dispute Settlement Body
Artikel 2 regelt die Einrichtung und die Aufgaben des Dispute Settlement Body. Seine Hauptaufgabe ist die Beilegung von Handelsstreitigkeiten. Weiterhin sind seine Aufgaben die Überwachung der Einhaltung der Regeln des DSU, die Einrichtung von Panels und die Annahme von Panel und Appellate-Body-Gutachten.

### Streitbeilegung als Ziel
Das Ziel des DSU ist die Beilegung eines Rechtsstreites außerhalb der Gerichtsinstitutionen der WTO. Dabei ist – wie in viele Rechtsordnungen – das Ziel, eine einvernehmliche Lösung beider Parteien zu erreichen. Der erste Schritt, den ein Land, welches eine Rechtsverletzung anprangern möchte, machen muss, sind Konsultationen mit dem Land, welches die Rechtsverletzung begehen soll, aufzunehmen. In diesem Schritt endeten bis 2008 bereits die Mehrheit aller Rechtsstreitigkeiten.
Sollte nach 60 Tagen keine Einigung gegeben sein, ist es dem Mitglied erlaubt, die Einrichtung eines Panels zu fordern. Die Entscheidung über die Einsetzung eines Panels ist dem DSB vorbehalten, jedoch gilt dabei das Prinzip des negative consensus. Alle Mitglieder des DSB, also auch das Mitglied, welches die Einrichtung fordert, müssten die Einrichtung ablehnen, damit der Antrag abgelehnt werden kann.

### Panel
Artikel 6 DSU regelt die Einrichtung von Panels. Hierbei ist insbesondere zu beachten, dass im Antrag zur Errichtung eines Panels bereits alle Maßnahmen, Streitigkeiten und Abkommen, die im Verfahren verhandelt werden sollen, genannt oder angelegt sein müssen. Nur diese und die Erwiderungen der Gegenseite bilden gewöhnlich die „Terms of Reference“ eines Panels, also den Themenbereich, den ein Panel behandeln darf. Beide Parteien können sich aber auch auf andere „Terms of Reference“ einigen. Dies geschieht aber äußerst selten.
Artikel 8 beschreibt die Zusammensetzung von Panels. Diese sollen aus Personen bestehen, die für einen Mitgliedsstaat Repräsentant bei der WTO, ihren Organen oder eventuellen Vorgängerinstitutionen waren oder Personen, die im Welthandelsrecht publiziert oder es gelehrt haben. Ein Teil der Mitglieder jedes Panels soll bereits einmal Teil eines Panels gewesen sein.
Bei der Besetzung eines Panels gelten ähnlich zu nationalen Rechtsordnungen Regeln zur Neutralität bezüglich der Parteien und der Rechtsfrage. Die Parteien können jedoch nach dem DSU Personen als Panelists (Mitglieder des Panels) akzeptieren, die zwar nicht diese Neutralitätsanforderungen erfüllen, aber die generellen Anforderungen des Artikel 8 DSU.
Ein Panel besteht aus drei Personen, es sei denn, die Parteien vereinbaren, dass es aus fünf Personen bestehen soll, was bisher (Stand 2/2022) noch nie vorgekommen ist.
Artikel 9 und 10 beschreiben die Verfahren bei mehreren gleichartigen Anträgen zur Errichtung eines Panels und die Verfahren zur Beteiligung Dritter Parteien.
Das DSU ist insbesondere darauf bedacht, den Bedürfnissen von Entwicklungsländern Rechnung zu tragen. Deshalb sind spezielle Fristen zur Umsetzung von Entscheidungen länger und ein Panel muss in seinem Gutachten („report“) offenlegen, inwiefern es dem Status des Entwicklungslandes nachgekommen ist.

### Appellate Body
Die Artikel 17–21 regeln die Einrichtung und Ausgestaltung des Appellate Body und die Annahme seiner Reports durch den DSB.
In Artikel 25 ist geregelt, dass Parteien auch unabhängig vom System des Appellate Body ein Schiedsgericht anrufen können, welches dann eine zwischen den Parteien verbindliche Entscheidung trifft. Diese ist dann ebenfalls dem DSB zu berichten und ist Gegenstand der Regeln über „retaliation“. Diese Möglichkeit wird zurzeit von einigen WTO-Mitgliedern genutzt, da der Appellate Body aufgrund der Blockade durch die USA handlungsunfähig ist.

## Effektivität des DSU
Das Abkommen gilt als sehr effektiv, es wird auch vom Bundesministerium für Wirtschaft und Klimaschutz als „das (...) erste obligatorische zwischenstaatliche Verfahren“ bezeichnet. Die Effektivität der Regeln zur Streitbeilegung kann man am besten beurteilen, wenn man die Umsetzung der Panel und Appellate Body Gutachten betrachtet. Diese wurden fast alle umgesetzt, die Hälfte sogar in der vom Spruchkörper gesetzten Zeit. Nur einige wenige Gutachten wurden bisher nicht umgesetzt. Die Regeln des DSU kann man deshalb als effektiv bezeichnen, insbesondere da auch Länder wie China und Russland die Gutachten umsetzen.
Sofern ein Land nicht den Empfehlungen des Panels oder des Appellate Body nachkommt, kann die Gegenseite durch das DSB autorisiert werden, Handelssanktionen zu verhängen. Diese Möglichkeit ist im internationalen Vergleich einzigartig.